# Myrmarachne longiventris
Myrmarachne longiventris este o specie de păianjeni din genul Myrmarachne, familia Salticidae. A fost descrisă pentru prima dată de Simon, 1903. Conform Catalogue of Life specia Myrmarachne longiventris nu are subspecii cunoscute.